# 鉄男 THE BULLET MAN
『鉄男 THE BULLET MAN』は、2010年公開の日本映画。塚本晋也監督作品としては初めてとなる、全編英語作品である。鉄男シリーズ一作目で鉄男を演じた田口トモロヲが数秒間だけカメオ出演をしている。キャッチコピーは『鋼鉄と化した心を溶かすのは 愛か 憎しみか』。
2009年ヴェネチア国際映画祭においてコンペティション部門への正式出品を果たす。この時の審査委員長は、『ハルク』のアン・リー監督。

## ストーリー
東京で働くサラリーマンのアンソニーは、妻ゆり子と息子トムと3人で幸せに暮らしていた。しかしある日、突然息子が謎のハッカー“ヤツ”によって轢き殺されてしまう。息子を失い、感情を抑えられなくなったアンソニーに変化が起き始める。黒いオイルと蒸気を噴き出し、身体は徐々に鉄に蝕まれていく。アンソニーの身体の変化はかつて父・ライドが進めていた『鉄男プロジェクト』によるものだった。やがて『鉄男プロジェクト』の証拠隠滅のためにアンソニーに向けて特殊部隊が送り込まれる。しかし、「鋼鉄の銃器」と化したアンソニーの前に、隊員は次々と四肢を吹き飛ばされていく。アンソニーの圧倒的な力に撤退していく特殊部隊と組織の人間達の前に"ヤツ"は現れ、現場にあったライフルで彼らを全員射殺する。
息子を殺した“ヤツ”の狙いとは？謎の『鉄男プロジェクト』とは？今、都市「TOKYO」を巻き込む、巨大なエネルギーの噴射が始まる。

## キャスト
- エリック・ボシック：アンソニー
- 桃生亜希子：ゆり子
- 中村優子：美津枝（アンソニーの母）
- ステファン・サラザン：ライド（アンソニーの父）
- 三島ゆたか：宅配業者
- 塚本晋也：ヤツ
- 田口トモロヲ：カメオ出演

## 評価
第42回シッチェス・カタロニア国際映画祭で上映され、名誉賞を受賞した。
アメリカの批評家からも好意的に評価されたが、一方で、「英語で撮る必要性が無い」とも指摘された。
終始ピンボケ手振れ局所ドアップのため好みが2極化する。

## 漫画
かつて塚本組で特殊造型を担当し、ときには田口トモロヲの代演として自ら造形スーツに入り鉄男を演じた深谷陽によるコミカライズ作品。『コミックビーム』（エンターブレイン）2011年1月号から9月号まで掲載された。
1. 2011年10月24日発売 ISBN 978-4-04-727573-7